# Pré-Code
 (avril 2024).

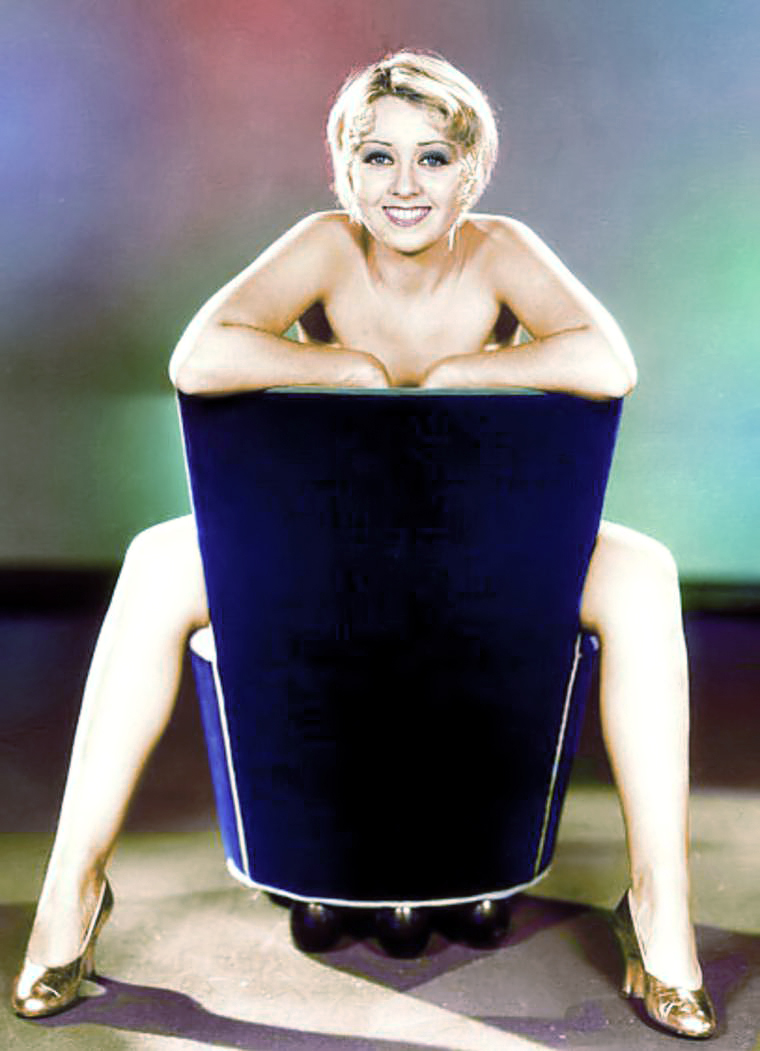
Photo promotionnelle de Joan Blondell en 1932, censurée ultérieurement en raison du Motion Picture Production Code.

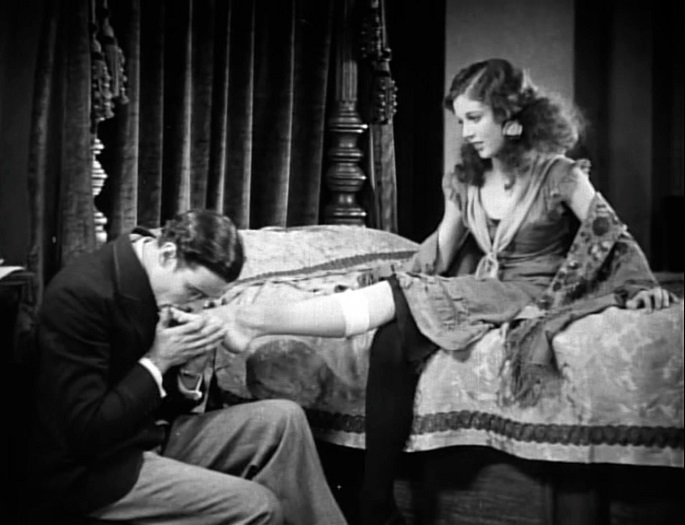
Nils Asther embrassant le pied de Loretta Young dans une scène de Ris donc, Paillasse ! (Laugh, Clown, Laugh) (1928), film muet réalisé juste avant la période pré-Code.

Le pré-Code (1929-1934) est une période de l'histoire du cinéma américain qui correspond aux films tournés aux États-Unis entre l'apparition du parlant en 1929 et la nomination de Joseph I. Breen, en juillet 1934, à la direction de la Motion Picture Producers and Distributors of America (MPPDA), c'est-à-dire avant l'application du code Hays, un code de censure morale.

## Histoire
La période pré-Code est une période durant laquelle les films montrent plus de sexualité et plus de violence, l'objectif est de supporter voire de relancer l'attrait du public face à ce divertissement, après les bouleversements économiques générés par la crise boursière. 
Le code original a été co-écrit par Martin Quigley, un éditeur catholique et par le père Daniel A. Lord, un prêtre jésuite. Il est majoritairement ignoré car beaucoup le trouvent trop censeur ; son rejet est en partie dû à l'esprit libertin des années 1920 et 1930.
Les films des années 1920 et du début des années 1930 reflétaient de manière réaliste et souvent crue pour l’époque la misère sociale (pauvreté, prostitution, femmes ou hommes entretenus), les violences sexuelles (femmes harcelées, battues, violées, souvent représentées comme des proies sexuelles), les conditions de vie des parias (bagnards, hobos), la corruption de la société et du monde du spectacle en particulier (femmes couchant pour réussir), des crimes volontiers impunis et une certaine licence morale libertaire, notamment à l'égard de l'adultère.
Ces films pré-Code pouvaient inclure des actes sexuels suggérés, qu'il s'agisse de rapports consentis, monnayés ou de viols, ainsi que des références à l'homosexualité ou au métissage racial. D'autres sujets délicats sont abordés comme la consommation et le trafic de stupéfiants ou encore l'avortement. Par ailleurs, les actrices montraient leurs jambes et jouaient sans pudeur apparente, vêtues de lingerie transparente ou de voiles diaphanes, voire nues avec un minimum de dissimulation, laissant parfois apercevoir un sein. Violence et cruauté étaient également représentées de manière explicite.
Or, en 1934, les recettes des films s'effondrent, notamment à cause des pressions des ligues de vertus combinées aux effets de la Grande Dépression. L'ère du pré-Code s’achève ainsi avec l'établissement d'un bureau spécial (Hays Office), qui lit tous les scripts et les accepte comme valides s'ils respectent le nouveau code.